# Анета Кренглицька
Анета Беата Креглицька (23 березня 1965 , Щецин ) — польська танцюристка, модель та учасниця конкурсів краси, переможниця конкурсу «Міс світу 1989» (22 листопада 1989 року в Гонконзі).

## Раннє життя
Народилася 1965 року в Щецині. Анета Кренглицька вивчала економіку в Гданському університеті та почала навчання в аспірантурі у Варшавській школі економіки SGH у Польщі. До участі у конкурсі «Міс Польща» вона була учасницею групи сучасного танцю Гданського університету.

## Міс Світу
У липні 1989 року була коронована як Міс Полонія 1989 року. У вересні поїхала до Японії, щоб представляти свою країну на "Міс Інтернешнл 1989", ледь не вигравши корону для Польщі, ставши першою віцеміс. Анета Кренглицька стала першою і єдиною жінкою з Польщі, яка виграла цей титул. На час перемоги 22 листопада 1989 року її виповнилося 24 роки, 244 дні років. Цей рекорд серед найстарших представниць з Польщі побила Кароліна Білявська, яка виграла згаданий конкурс у 2021 році.
Після цього досвіду довелося негайно готуватися до Міс Світу, що проходив у Гонконзі, і 22 листопада 1989 року Кренглицька здобула титул Міс Світу 1989 року. Протягом року вона подорожувала світом, виконуючи свої зобов'язання та допомагаючи організації «Міс Світу» в їхніх благодійних справах.

## Після Міс Світу
У 2006 році Анета Кренглицька взяла участь у третьому сезоні польської версії " Танців з зірками ". Була суддею на конкурсі "Міс світу 2006", який проходив у Польщі того року.
Має сина Олександра від чоловіка, режисера Мацея Жака.